# Guðmundur Reynir Gunnarsson
Guðmundur Reynir Gunnarsson (Reykjavík, 21 gennaio 1989) è un ex calciatore islandese, di ruolo difensore.

## Carriera

### Club
Ha giocato nella massima serie islandese e in quella svedese.

### Nazionale
Nel 2008 ha esordito in nazionale.

## Statistiche

### Cronologia presenze e reti in nazionale
| Cronologia completa delle presenze e delle reti in nazionale ― Islanda | Cronologia completa delle presenze e delle reti in nazionale ― Islanda | Cronologia completa delle presenze e delle reti in nazionale ― Islanda | Cronologia completa delle presenze e delle reti in nazionale ― Islanda | Cronologia completa delle presenze e delle reti in nazionale ― Islanda | Cronologia completa delle presenze e delle reti in nazionale ― Islanda | Cronologia completa delle presenze e delle reti in nazionale ― Islanda | Cronologia completa delle presenze e delle reti in nazionale ― Islanda |
| Data                                                                   | Città                                                                  | In casa                                                                | Risultato                                                              | Ospiti                                                                 | Competizione                                                           | Reti                                                                   | Note                                                                   |
| ---------------------------------------------------------------------- | ---------------------------------------------------------------------- | ---------------------------------------------------------------------- | ---------------------------------------------------------------------- | ---------------------------------------------------------------------- | ---------------------------------------------------------------------- | ---------------------------------------------------------------------- | ---------------------------------------------------------------------- |
| 16-3-2008                                                              | Kópavogur                                                              | Islanda                                                                | 3 – 0                                                                  | Fær Øer                                                                | Amichevole                                                             | -                                                                      | 84’                                                                    |
| 22-3-2009                                                              | Kópavogur                                                              | Islanda                                                                | 1 – 2                                                                  | Fær Øer                                                                | Amichevole                                                             | -                                                                      | 76’                                                                    |
| 21-3-2010                                                              | Kópavogur                                                              | Islanda                                                                | 2 – 0                                                                  | Fær Øer                                                                | Amichevole                                                             | -                                                                      | 89’                                                                    |
| Totale                                                                 |                                                                        | Presenze                                                               | 3                                                                      |                                                                        | Reti                                                                   | 0                                                                      |                                                                        |

## Palmarès

### Club

#### Competizioni nazionali
- Coppa d'Islanda: 4

KR Reykjavík: 2008, 2011, 2012, 2014
- Campionato islandese: 2

KR Reykjavík: 2011, 2013